# História ambiental

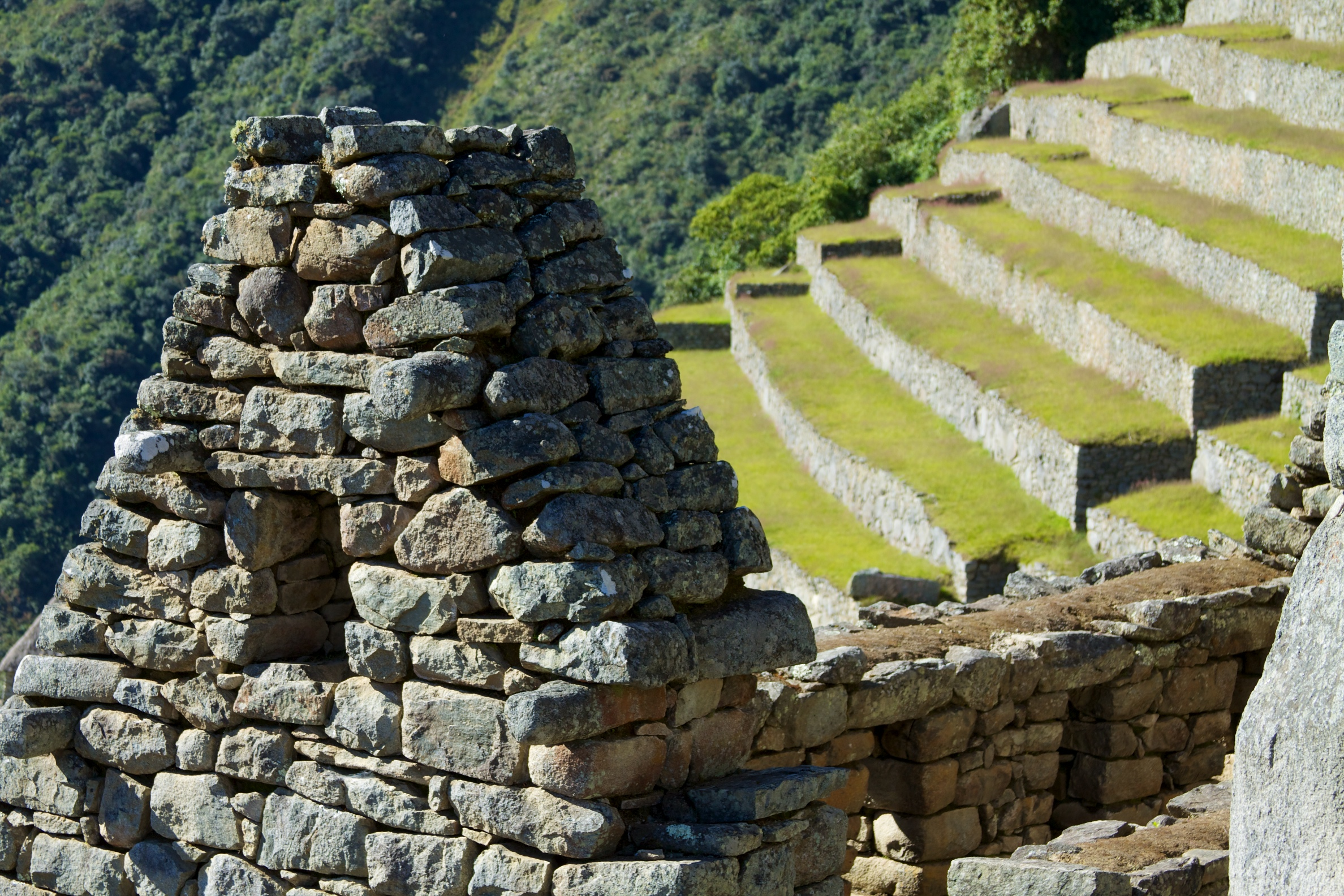
Os terraços de Machu Picchu exemplificam a longa interação entre humanos e o meio biofísico.

História ambiental é o estudo da interação entre humanos, não-humanos e o mundo natural ao longo do tempo, com ênfase na influência que a natureza exerce sobre as atividades humanas e vice-versa. Embora investigações sobre natureza e sociedade possam ser identificadas em diversas tradições historiográficas ao longo dos séculos, a história ambiental como disciplina se desenvolveu em meados dos anos 1970 nos Estados Unidos da América, influenciada pelo início do movimento ambientalista. Nessa época, a disciplina focava principalmente em estudos sobre conservação ambiental, mas desde final do século XX seus objetos de estudos foram ampliados significativamente. A história dos animais, das cidades e da saúde compõem alguns dos desenvolvimentos das novas abordagens da história ambiental.
As pesquisas em história ambiental, por muito diversas que sejam, desafiam o dualismo entre os conceitos de cultura e natureza, uma interpretação clássica da cultura europeia ocidental. Nesta visão tradicional, concebe-se uma humanidade destacada das dinâmicas do mundo natural, opondo conceitos como paisagem natural e paisagem cultural. A história ambiental, ao contrário, sugere maior interação entre seres humanos e seu meio ambiente, e investiga como suas interrelações se transformam ao longo do tempo. Para isto, a história ambiental estabelece pontes interdisciplinares importantes entre a história, a geografia e as ciências naturais.
Os temas de interesse da história ambiental, de acordo com um dos fundadores da disciplina, Donald Worster, podem ser divididos em três componentes principais. O primeiro deles é a "própria natureza e suas mudanças ao longo do tempo", incluindo o impacto físico dos humanos na Terra. O segundo eixo são os estudos de "como os humanos usam a natureza", incorporando as consequências ambientais de uma população crescente, tecnologias mais efetivas e padrões em mudança de produção e consumo. Worster, coloca como o terceiro componente o estudo do que as pessoas pensam sobre a natureza, que abarcam suas atitudes, crenças e seus valores que influenciam a interação com a natureza, especialmente através de mitos, da religião e da ciência.

## A natureza na historiografia antes de 1970

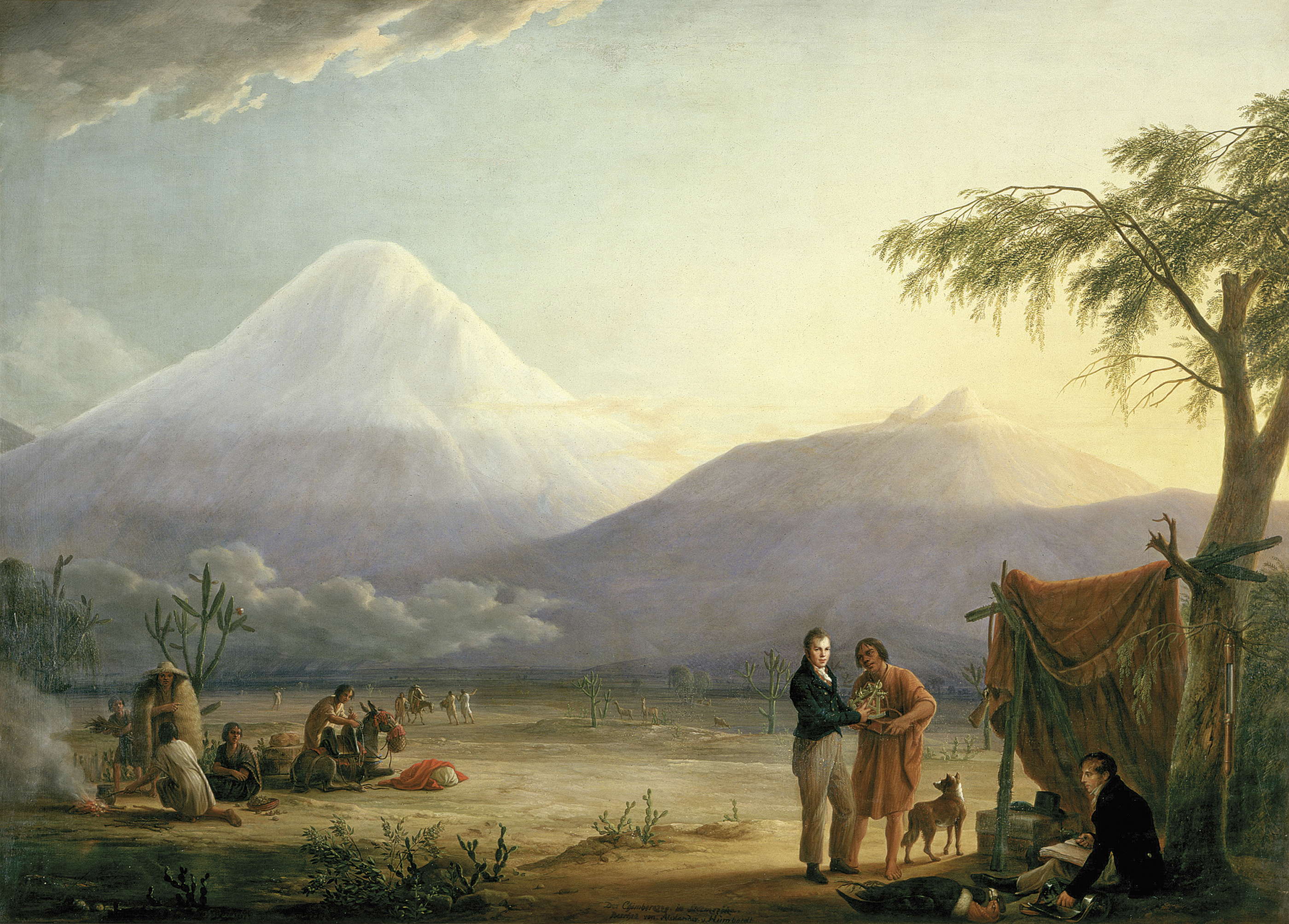
Alexander von Humboldt e Aimé Bonpland no Monte Chimborazo, Equador (1806), Friedrich Georg Weitsch. Na obra, a relação entre natureza e humanidade é tratada por meio da pintura de paisagem.

Ao longo do século XIX, a produção de narrativas históricas esteve fortemente vinculada ao processo de formação dos estados nacionais. No contexto latino-americano, essas narrativas exaltavam a fauna e a flora como características particulares dos países recém independentes, situando-os em um dado cenário global do ponto de vista político, econômico e cultural. Dessa forma, o mundo natural era colocado em segundo plano, como palco das ações humanas.
Um exemplo influenciado por essa abordagem é o livro Os Sertões, de Euclides da Cunha. Nele, através de um meticuloso detalhamento da paisagem natural do nordeste brasileiro, Cunha apresenta um relato da Guerra de Canudos e de seus diversos agentes sociais, discutindo aspectos de raça, identidade e nacionalismo.

## Institucionalização acadêmica

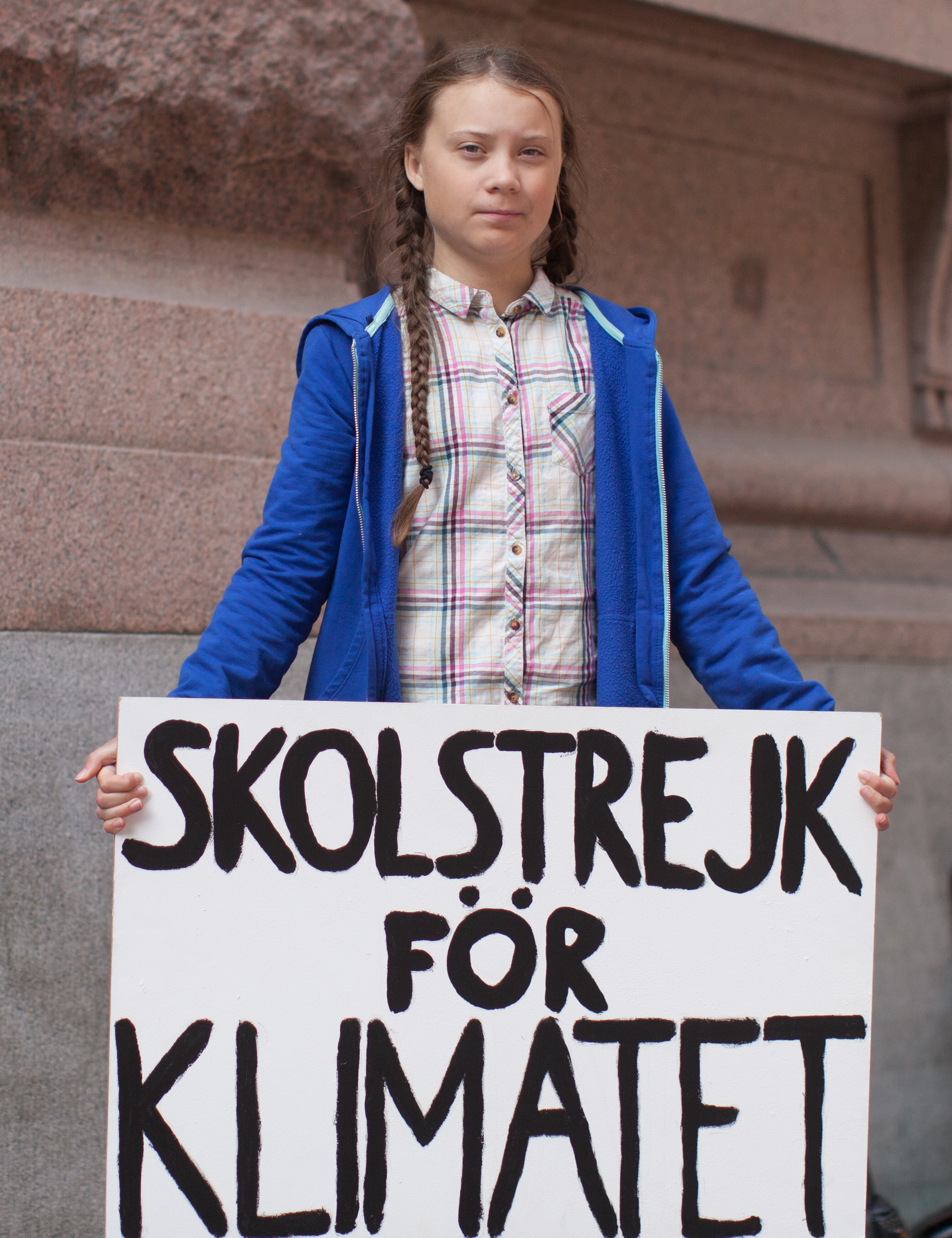
Greta Thunberg em 2018, com placa de protesto em defesa do combate aos efeitos das mudanças climáticas. Na placa está escrito "Greve Escolar pelo Clima".

A história ambiental emergiu inicialmente do movimento ecologista nos Estados Unidos durante as décadas de 1960 e 1970, e muito do seu ímpeto ainda tem como fonte a preocupação contemporânea com os problemas ambientais. O campo foi fundado sobre questões conservacionistas, mas ampliou seu escopo para incluir elementos mais gerais de história social e científica e abordar questões como as cidades, população e sustentabilidade. Como toda história acontece no mundo natural, a história ambiental tende a focar em escalas temporais particulares, regiões geográficas e temas-chave. Os historiadores ambientais se dedicam a estudar e pesquisar as influências mútuas entre sociedade e natureza, entendendo que a formação dos territórios e das sociedades humanas se dá através de relações plurais no mundo.
Desde sua institucionalização no meio acadêmico, a história ambiental foi construída a partir da interdisciplinaridade entre as ciências humanas e as ciências naturais. Esse diálogo, estabelecido com campos do saber como Geografia, Biologia, Antropologia, Sociologia e Economia, foi fundamental para garantir a diversidade de níveis de análise do próprio campo, possibilitando o surgimento de linhas de pesquisa como História Ambiental Urbana, Agrária, Intelectual, dos Animais, da Saúde, entre outras. Worster qualifica esse diálogo da seguinte maneira: "No seu conjunto as ciências naturais são instrumentos indispensáveis para o historiador ambiental, que precisa sempre começar com a reconstrução de paisagens do passado, verificando como eram e como funcionavam antes que as sociedades humanas as penetrassem e as modificassem." Trata-se de colocar a natureza na História, ou ir mais além, "colocar a história humana no contexto da natureza não-humana".
Na medida em que as pesquisas sobre história ambiental se multiplicavam como um campo de estudos próprio ao longo do século XX, a disciplina também ganhou espaço em instituições acadêmicas, onde historiadores debatiam sobre seus limites, seu alcance, sua metodologia, e sua integração na historiografia tradicional. Exemplos de frutos da evolução acadêmica da História Ambiental em fins do século XX e início do século XXI foram a criação da Sociedad Latinoamericana y Caribeña de Historia Ambiental (SOLCHA) e sua revista Historia Ambiental Latinoamericana y Caribeña (HALAC), a Biblioteca Online de História Ambiental (BOHA), entre outras.  

## Perspectivas e abordagens

### Natureza e cultura

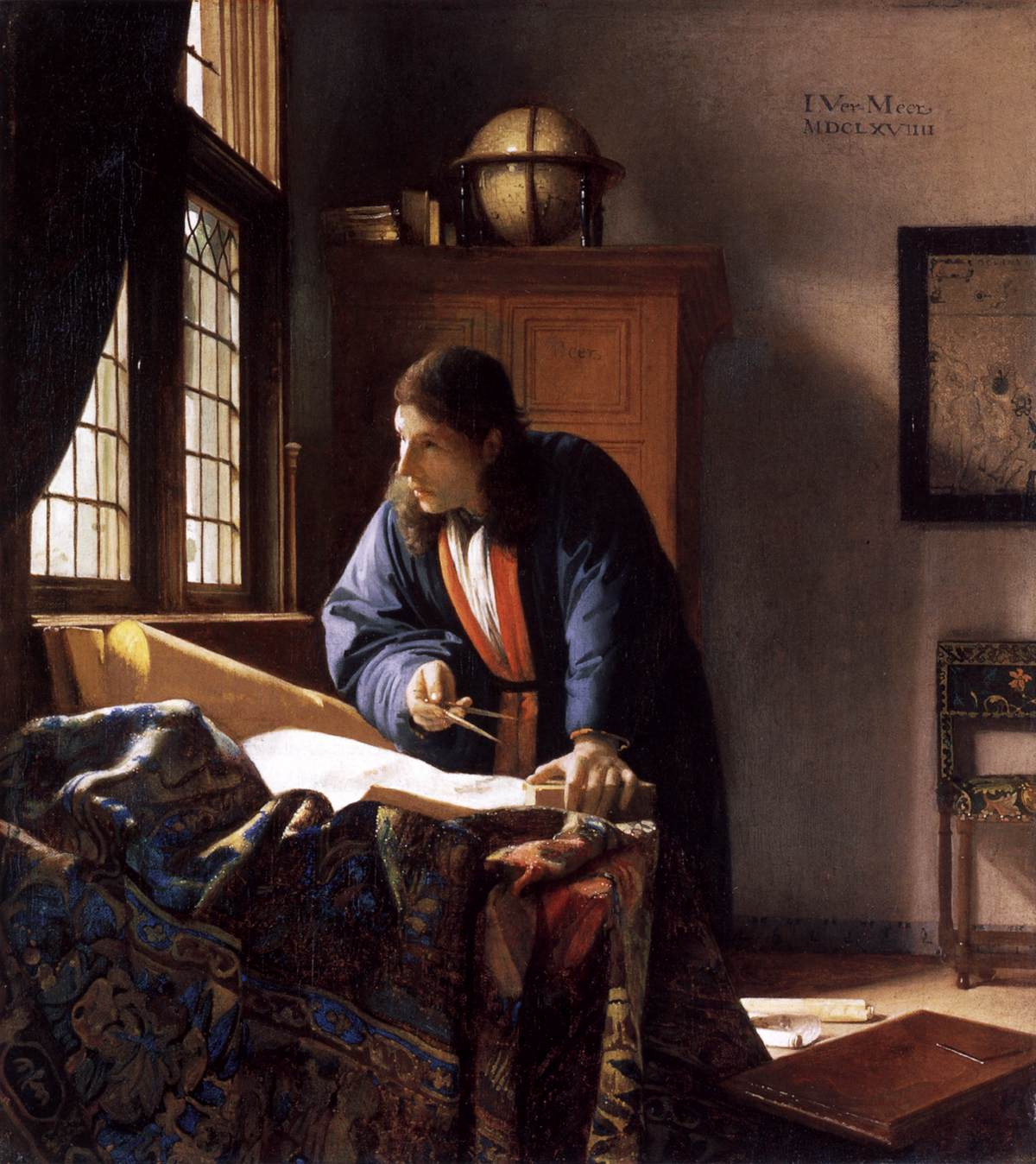
O Geógrafo (1669), Johannes Vermeer. Na obra, a figura do geógrafo é retratada como de um observador e as paisagens externas são seu principal objeto de estudo.

Uma das discussões no campo da história ambiental é sobre as concepções de natureza e cultura. Para a história ambiental, natureza e cultura são domínios inter-relacionados e interdependentes e, por isso, a humanidade deveria ser estudada em sua totalidade de dimensões - biológicas, sociais e ecológicas. Logo, estudos e pesquisas em história ambiental demandam uma leitura histórica das transformações múltiplas dos ambientes, dos diferentes modos de produção instituídos e das estruturas cognitivas e culturais criadas para explicar padrões sociais e naturais.
Uma categoria utilizada por muitos historiadores ambientais na abordagem da natureza e cultura é a noção de paisagem. Em suma, na história ambiental, a paisagem pode ser vista como recorte de determinado domínio terrestre, composto por elementos materiais e que interage com seus atributos naturais e dinâmicas histórico-culturais transversais. Autores como Vidal de la Blache e Lucien Febvre da Geografia Cultural trazem o conceito de paisagem cultural para explicar o legado da alteração antrópica impresso sobre uma dada porção da superfície terrestre e pode ser considerada resultado dos gêneros de vida adotados pelas sociedades em relação ao território habitado. Aliado a isso, Fernand Braudel da Geo-história pensa o conceito dos modos de produção como sendo marcos históricos importantes na evolução da sociedade ocidental, que explicam como se deram as transições de sistemas econômico-políticos e a criação de novas "economias-mundo".
Em contrapartida, na história social, natureza e cultura são tratadas como domínios claramente separados e construídos por processos históricos diferenciados. Por convenção, o domínio natural tende a ser compreendido a partir da perspectiva da escala geológica do tempo, enquanto o domínio cultural, a partir da perspectiva da escala histórica do tempo. Isto é, a história social enxerga a natureza como resultado de processos geológicos, biológicos, físicos e químicos que ocorrem na estrutura planetária; e enxerga a cultura como fruto de processos executados pelas sociedades humanas.
Nesse viés, os domínios natural e cultural são concebidos como conceitos estáticos e contingentes, ou seja, não sofrem mudanças ao longo do tempo e suas existências terminam em si mesmas. Predomina o enfoque flutuante da historiografia clássica, que entende os processos históricos como produtos dos dualismos entre natureza e cultura. Em decorrência disso, as civilizações humanas teriam surgido e se desenvolvido com a apropriação instrumental das formas naturais em favor de seus próprios interesses materiais. Essa relação de oposição e sobreposição do mundo natural pelas sociedades, baseada numa visão antropocêntrica, é comumente referida como "instrumentalização ou mecanização da natureza".
Um exemplo da relação entre natureza e cultura é abordado por Cibele Dias da Silveira. A autora discute a relação que há entre os pescadores de Sesimbra em Portugal com o mar. Esta é uma região em que a economia gira majoritariamente em torno da pesca. Logo, a cultura local é influenciada fortemente pela relação dos seres humanos com o meio marinho.

### Desastres socioambientais

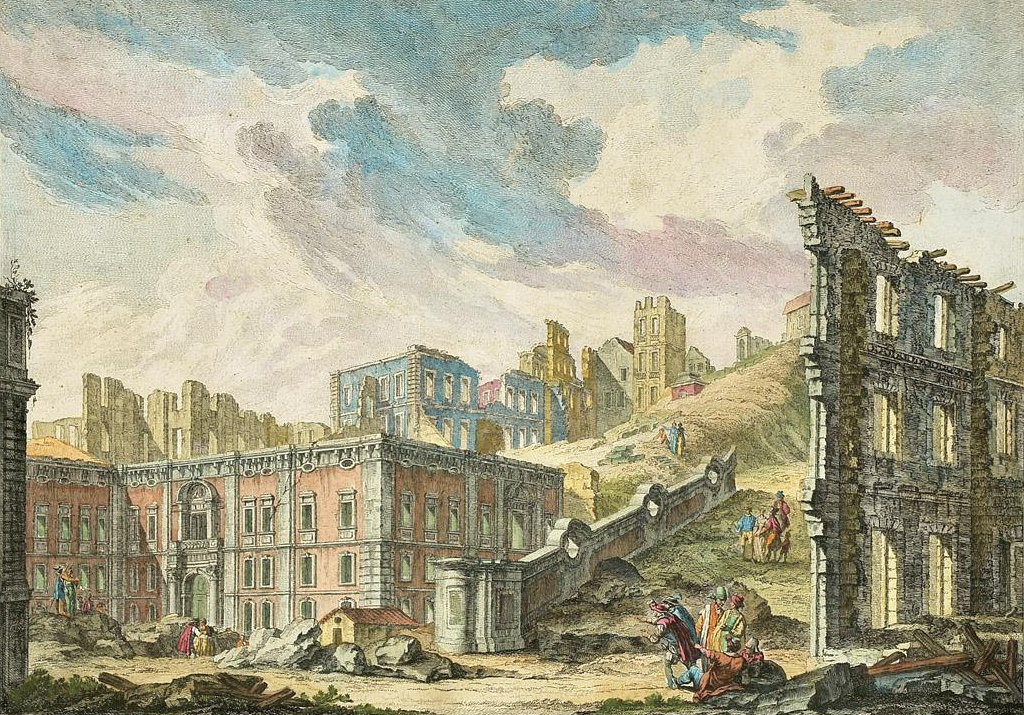
Ruínas da Praça da Patriarcal após o Terremoto de 1755 (1757), Jacques Philippe Le Bas. A pintura da cidade de Lisboa exemplifica como os desastres socioambientais afetam a infraestrutura urbana e a vida da população.

Os riscos ecológicos não estão mais restritos ao seu local de origem porque sabe-se hoje que os sistemas terrestres - litosfera, hidrosfera, atmosfera, biosfera - estão interligados e sofrem interferências diretas e indiretas das ações humanas. Determinados ambientes do planeta apresentam suscetibilidades naturais à ocorrência de episódios como inundações e movimentos de massa, mas essas suscetibilidades são intensificadas a partir das transformações antropogênicas impelidas ao meio biofísico. Esses ambientes suscetíveis tornam-se ambientes de risco quando estão ocupados e produzem diferentes situações de vulnerabilidade, dependendo da situação socioeconômica das comunidades afetadas.
Existem diversos termos para se referir a esses episódios críticos para a sociedade ligados a fenômenos da natureza: desastres socioambientais, perturbações ambientais, entre outros. Contudo, o ponto focal em todos esses termos é que a interface entre sociedade e natureza está na origem desses problemas e suas consequências são deflagradas sobre o meio biofísico habitado e transformado pelos grupos sociais ao longo da história. Na história ambiental, o paradigma adotado para estudar os desastres socioambientais extrapola os limites do fenômeno físico em si e busca considerar também os modos de produção da sociedade e a sua interseção com os impactos gerados, isto é, as respostas dadas pelos atores sociais envolvidos - sociedade civil, Estado, empresas, etc.
Estudos sobre o dilúvio de novembro de 1967 na cidade de Lisboa, sobre as fomes cíclicas nas províncias rurais localizadas no sul da Angola ou sobre a trajetória histórica da urbanização na cidade de Lourenço Marques são exemplos de narrativas em história ambiental que trazem leituras importantes sobre a questão dos desastres socioambientais. Para Filipa Soares, o caso emblemático do dilúvio em Portugal deve ser considerado uma perturbação ambiental, um fenômeno duplamente ecológico e sócio-político, uma vez que os impactos são deflagrados e percebidos pela população residente nos territórios atingidos. Para Inês Ponte, a etnografia das ondas de fome vigentes na zona rural do sul da Angola explica como as vivências culturais da população habitante giram em torno da escassez alimentar, ora motivada por condições climáticas adversas ora por heranças históricas do colonialismo português. Já para Ana Cristina Roque, a história ambiental urbana em Moçambique traz contribuições importantes sobre como a expansão urbana e o crescimento econômico se deram a partir do aterramento de alagadiços litorâneos e da plantação de monoculturas de eucalipto, levando a uma grave crise sanitária regional.

### História ambiental urbana

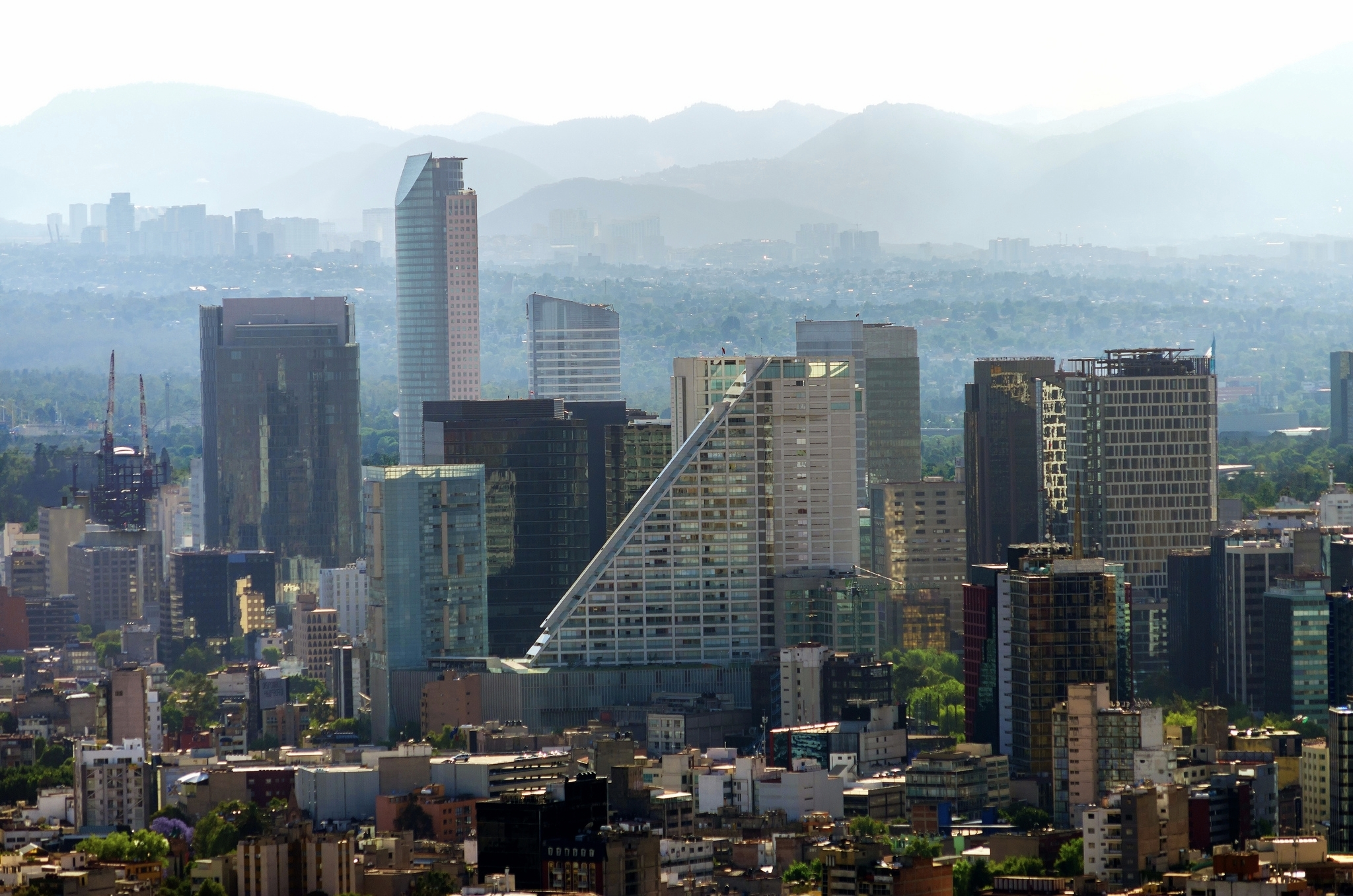
A poluição atmosférica na Cidade do México, a mais populosa das Américas, é resultado de processos e conflitos históricos, em particular do século XX, e de suas características geofísicas.

A história ambiental urbana surge como um subcampo da história ambiental na década de 1990. Inicialmente, a história ambiental urbana se aproximava muito da história da tecnologia, uma vez que a tecnologia era considerada como a força ativa responsável por transformações materiais. Assim, a história ambiental urbana tratava de mudanças técnicas em sistemas de saneamento, em construção, ou em transporte, por exemplo. Textos  pioneiros nesta perspectiva incluem o livro de Martin Melosi, sobre a construção dos sistemas de saneamento dos EUA, ou Gerald Koeppel, sobre o abastecimento de água da cidade de Nova York.
Esta perspectiva trouxe novas possibilidades de estudo para a História Ambiental, já que até então esta se concentrava em áreas florestais ou agrárias, como o clássico livro de Warren Dean, sobre a história da Mata Atlântica. ou o livro de Fernand Braudel, no qual o ambiente físico, como montanhas e planícias, tem um papel importante. Um dos pioneiros da história ambiental, Donald Worster, por exemplo, excluia como tema pertinente para a história ambiental "o ambiente construído ou fabricado, aquele conjunto de coisas feitas pelos homens e que podem ser tão ubíquas a ponto de formarem em torno deles uma espécie de 'segunda natureza' " em um texto introdutório publicado no Brasil em 1991. A história ambiental urbana rejeita esta exclusão, e incorpora como tema de estudo também esta natureza transformada do ambiente construído ou fabricado.
Posteriormente, o campo de estudos foi melhor delineado pela incorporação das sociedades na composição orgânica das cidades, como por exemplo nos estudos sobre a política de arborização e criação de jardins em Paris, ou as disputas políticas sobre o destino do lixo na cidade de Bogotá. Estas são matérias de história social urbana, mas também têm grandes consequências para as relações entre cidades e seu meio ambiente. Estudos sobre cidades antigas e medievais no mundo ocidental e sua relação com o meio ambiente aparecem nesta perspectiva, com na obra de Donald Hughes sobre a história ambiental do mundo antigo, no qual o funcionamente das cidades de Roma e Atenas tem grande relevância. Da mesma forma, estudos de amplo espectro sobre a história ambiental de sociedades não ocidentais incluem capítulos sobre a influência das cidades na formação dessas sociedades, como os livros sobre história ambiental da China ou do Japão.
Na era moderna, os processos de urbanização e industrialização são historicamente associados à modificação de ecossistemas e maiores demandas de recursos naturais, em mineração, extrativismo, conversão de áreas florestais e grandes plantações, etc. O adensamento e congestionamente humanos nas áreas urbanas, agora organizadas de acordo com as novas  relações de trabalho, produzem também novas relações entre sociedade e natureza. A expansão urbana em novos territórios, assim como a modificação do ar, solo, água, ecossistemas nas áras já ocupadas, são emblemáticas destes processos e da contínua pressão sobre recursos naturais. Estes são temas frequentes em história ambiental urbana, como lembram Simonini e Ferreira.
"Metabolismo social" e "colonização da natureza", por exemplo, são dois conceitos utilizados por estudiosos da história ambiental urbana. A concepção de metabolismo social inclui elementos da biosfera, geosfera e sociedade nas narrativas históricas. Já a concepção de colonização da natureza propõe que existe um processo de instrumentalização da natureza construído historicamente em favor dos interesses humanos.
Outras vertentes de pesquisa dentro de história ambiental urbana analisam o impacto das cidades sobre o meio ambiente e vice-versa - como na poluição ou transformação de corpos d'água; as relações de responsabilidade social por trás desses impactos; e o papel do planejamento do espaço urbano e gestão territorial na vida das sociedades.

### História dos animais

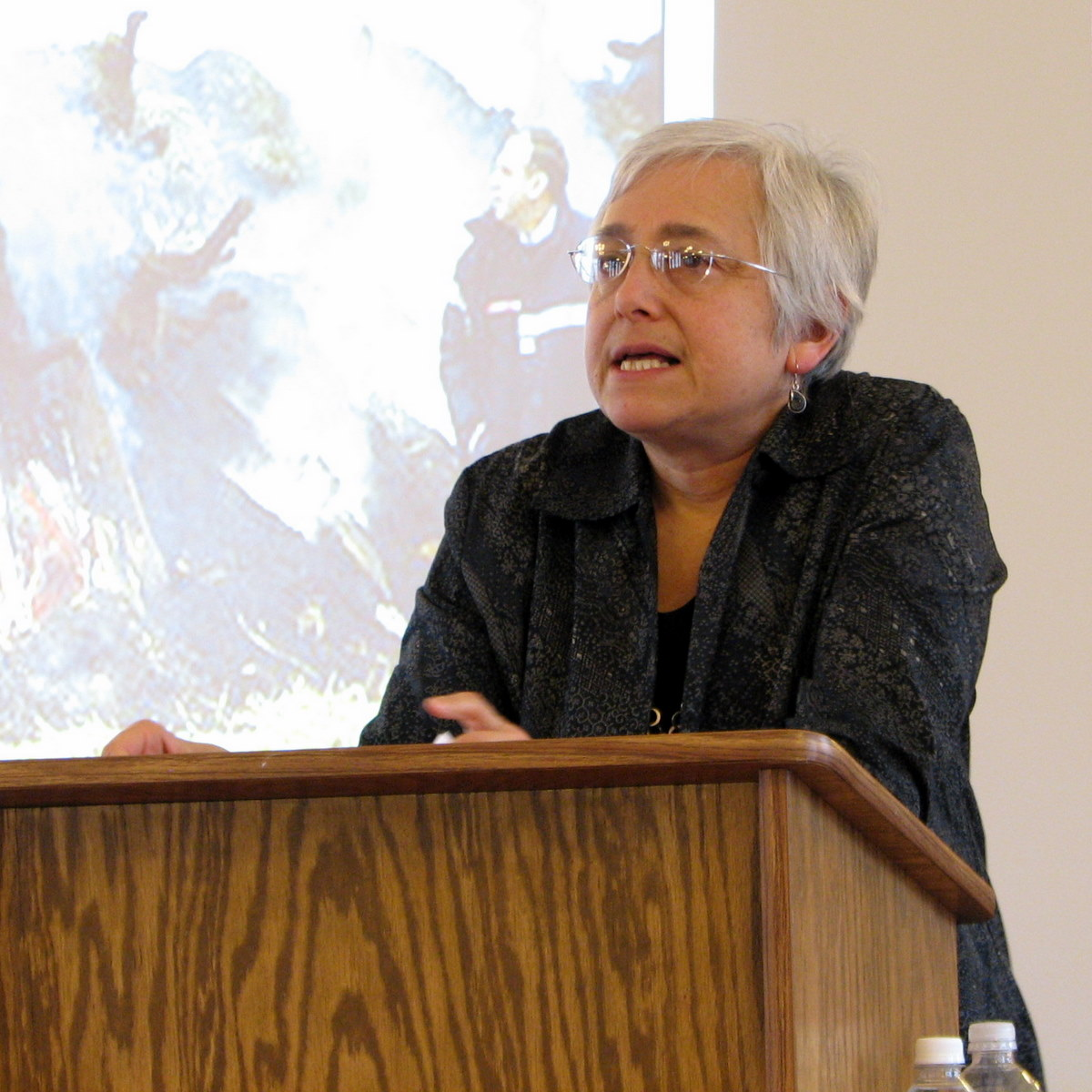
Harriet Ritvo, pioneira do campo de história dos animais

A história dos animais surgiu na década de 1980 e tem, como pioneira, a historiadora estadunidense Harriet Ritvo, autora da obra The Animal Estate (1987). Esse campo parte da ideia de que animais não humanos também produzem história, dado que geram modificações nos espaços em que vivem, influenciando e condicionando ações humanas. Assim, a história dos animais contesta a dicotomia entre animais humanos e outras espécies animais, ao reconhecer que todos são agentes ativos. Como resultado, tal campo contraria a hierarquia tipicamente ocidental que se estabeleceu entre distintas espécies animais, a qual colocava os humanos como superiores a outros seres.
Na historiografia brasileira, a história dos animais ainda não está tão bem estabelecida. Desse modo, no campo da História, os esforços para a produção desses estudos estão concentrados principalmente em iniciativas individuais. Por outro lado, outras humanidades, como a Antropologia, já apresentam dossiês dedicados a estudos sobre animais no Brasil.
Apesar disso, há estudos brasileiros focados na relação entre animais humanos e não humanos já na primeira metade do século XX. Por exemplo, em 1907, Capistrano de Abreu elaborou análises sobre a colonização da América portuguesa com enfoques na atuação de diversas espécies animais na exploração de sertões da região do vale do Rio São Francisco. O autor destacou a relevância do gado vacum nesse processo, uma vez que a importância do uso de seu couro aos seres humanos resultou em relações de proximidade entre as duas espécies. Isso porque o cuidado do gado fez com que, muitas vezes, ambas as espécies dormissem e percorressem longos caminhos juntas. Além de Capistrano, Sérgio Buarque de Holanda também destacou a atuação de animais não humanos ao elaborar suas obras. Todavia, as contribuições de Sérgio Buarque de Holanda com relação aos animais foram praticamente ignoradas pela historiografia brasileira durante a segunda metade do século XX.

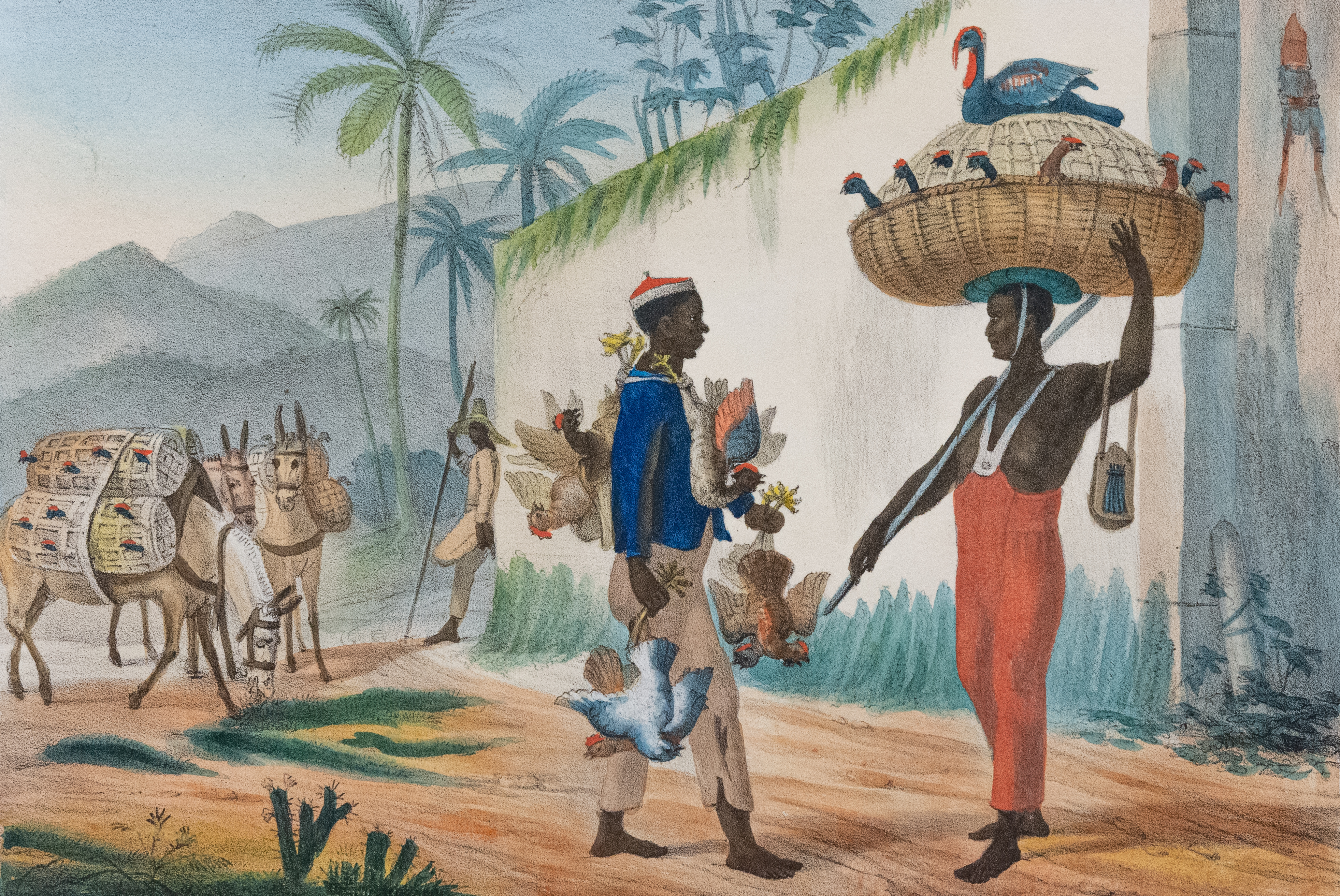
Vendedores Pájaro Negro, Jean-Baptiste Debret. A ilustração compõe um exemplo das diversas obras que relatam a interação entre humanos e outros animais. Neste caso, nota-se o emprego de cavalos como meio de transporte de carga.

Na produção acadêmica brasileira sobre história dos animais, destaca-se a tese de doutorado de Aprobato Filho em História Social pela Universidade de São Paulo, intitulada "O couro e o aço sob a mira do moderno: a 'aventura' dos animais pelos 'jardins' da Paulicéia." Além disso, ao se discutir o campo da história dos animais no Brasil contemporâneo, é essencial destacar as contribuições de Regina Horta Duarte, professora do Programa de Pós-Graduação em História e coordenadora do Centro de Estudos sobre os Animais (CEA) na UFMG.
Fora dos EUA e do Brasil, outros autores também estabeleceram importantes contribuições para o desenvolvimento da história dos animais com foco em suas nações. Por exemplo, na França, Robert Delort, autor de Les Animaux ont une histoire (1984) (em português, "Os animais têm uma história"), deve ser destacado, ao ter influenciado outros pesquisadores a se dedicar à história dos animais francesa. Já no México, autores como Manuel Sarvide, Leticia Mayer e Larisa Lomnitz foram alguns dos precursores da historiografia da veterinária mexicana, questão importante para uma compreensão histórica das relações entre animais humanos e não humanos.

### História da saúde e meio ambiente

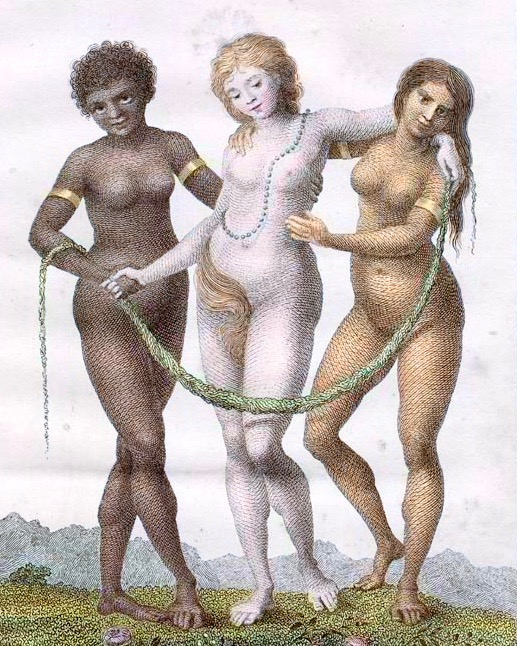
Europa Apoiada na África e América (1796), William Blake. Na obra, os continentes são representados por figuras antropomórficas e femininas e trazem consigo uma ideia da composição étnico-racial das suas respectivas populações, assim como a associação simbólica do imperialismo europeu praticado sobre a América e a África.

A história da saúde no mundo ocidental começa a ser construída na década de 1990 por pesquisadores norte-americanos e europeus. Ela busca investigar o ordenamento da natureza no passado, de modo a descobrir quais relações de transformação material e simbólica foram estabelecidas historicamente entre natureza e humanidade.
Por um lado, as conhecidas representações antropomórficas sobre as forças naturais, muitas vezes associadas à ideia de feminilidade, possuem um forte traço de historicidade. Na Antiguidade clássica, com as deusas das mitologias greco-romanas veneradas por toda sua natureza fecunda; na Idade Média, quando a Virgem Maria passa a ser vista como uma imagem santificada da natureza casta; ou até mesmo com a construção da hipótese de Gaia, no século XX, enquanto entidade corporal complexa representante do planeta Terra. Todas essas simbologias e iconografias criadas na interseção natureza-cultura ao longo da história mostram, em certa perspectiva, uma ideia misógina da penetração da natureza feminina pela ambição do homem, ratificando a hierarquização de gênero que perpetua na sociedade ocidental contemporânea.
Por outro lado, é essencial incluir também a percepção do homem moderno enquanto parte da criação e não senhor dela, produto sócio-histórico do Iluminismo e da Revolução Darwiniana. Nesse sentido, a ideia de corpo humano foi extrapolada, em muitas teorias evolucionistas, para explicar o funcionamento do corpo social, atribuindo linguagem biológica a fenômenos de ordem social. O processo de “sociobiogênese” defendido por autores positivistas passa a explicar a evolução não somente biológica mas também social das sociedades humanas. A história da saúde sofreu muitas influências da biologia evolucionária e da antropologia histórica, quando diversas linhas de pesquisa do campo passaram a compreender o funcionamento natural do corpo conectado às construções históricas das sociedades humanas. Com isso, as narrativas desse campo científico ganharam sentido ecológico ao incluírem em seu escopo teórico-metodológico as possibilidades e limites do corpo humano, associados ao funcionamento do mundo natural.

## Críticas

### Declencionismo

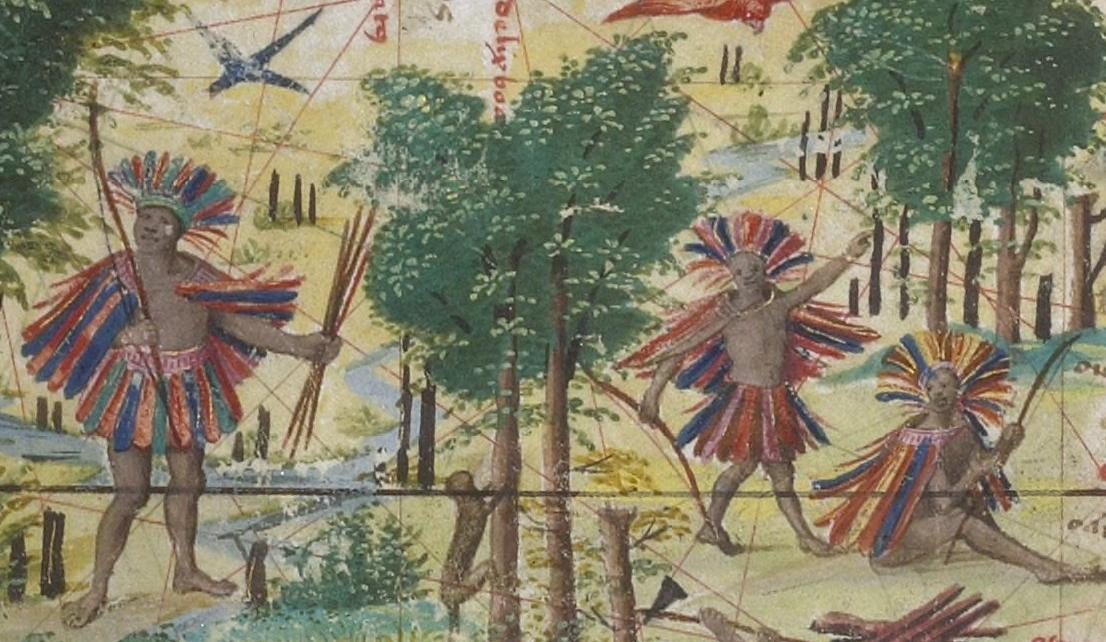
Indígenas brasileiros em Terra brasilis (1519), Pedro Reinel e Lopo Homem. Na história de países colonizados, os povos originários como os indígenas aliaram práticas econômicas à conservação da natureza.

O declecionismo é uma crítica recorrente aos trabalhos de história ambiental que se refere à construção de narrativas baseadas unicamente na via da exploração do meio natural pelas sociedades humanas. Essa relação teleológica das interações entre natureza e cultura, que produz historiografias unilaterais sobre uso e ocupação da terra, fundamentadas na ideia da devastação, é conhecida como declencionismo. Além disso, o declencionismo presente em muitas narrativas históricas ambientais reforça a dicotomia entre os domínios da natureza e da cultura, enxergando o meio físico apenas como fonte de recursos a serem usufruídos pelas civilizações humanas ao longo da história. Nesse sentido, a ideia da devastação enfatizada em muitas historiografias ambientais está diretamente associada à visão utilitarista e mercantil imposta à natureza.
Exemplos de narrativas em história ambiental que superam a visão declencionista são o trabalho intitulado With broadax and firebrand: the destruction of the Brazilian Atlantic Forest, publicado em 1997 por Warren Dean, e o trabalho intitulado Devastação e preservação ambiental no Rio de Janeiro, também publicado em 1997 por José Augusto Drummond. O trabalho de Dean discute a concentração econômica e social na região compreendida pelo bioma da Mata Atlântica, narrando uma história brasileira a partir da perspectiva da destruição do seu tesouro ecológico. Já o trabalho de Drummond analisa a ocupação do Vale do rio Paraíba do Sul pelos cafezais do século XIX, criando uma analogia histórica à forma de ocupação militar de um campo de batalha.
Algumas alternativas à crítica do declencionismo nas narrativas de história ambiental estão relacionadas a mudanças epistemológicas incentivadas no começo do século XXI. Em primeiro lugar, seria preciso superar a concepção estática e fechada de natureza — ou seja, de que a natureza existe e termina em si mesma — e adotar uma concepção baseada na sucessão de resultados momentâneos que sejam fruto do processo histórico de construir e reconstruir o mundo. Em outras palavras, adotar a perspectiva de que a natureza existe porque os seres humanos constroem coletivamente simbolismos para organizar e ordenar o meio físico. Em um segundo ponto, seria necessário revolucionar os marcos cronológicos clássicos da história, sobretudo as revoluções agrícolas e urbano-industriais, e criar novas escalas temporais de análise dos aspectos históricos sociais e naturais. Em terceira alternativa, seria necessário também descartar o parâmetro do evolucionismo social e passar a utilizar o parâmetro das metodologias ecológicas para se analisar as relações mútuas entre sistemas naturais e sociais. Por fim, propaga-se o abandono da visão de mundo dualista, que separa o domínio da natureza do domínio da sociedade — e frequentemente está associada às narrativas monocausais, sejam elas de cunho naturalista ou culturalista —, e passa-se a integrar ambos os domínios nas narrativas em história ambiental.

### Presentismo

Criança geopolítica observando o nascimento do homem novo (1943), Salvador Dalí. Na obra, o retrato do nascimento de uma nova hegemonia geopolítica mostra como a história do tempo presente é uma escala temporal existente na história ambiental.

O presentismo é uma crítica dirigida a muitos trabalhos de história ambiental e diz respeito à escala temporal de análise de narrativas declencionistas, que empregam muitas vezes modelos contemporâneos para recompor a historiografia. Esse tipo de construção, que parte de conceitos do presente para o estudo do passado, é chamado de presentismo. É verdade que a crise ambiental global de fins do século XX e início do século XXI possui muitas raízes no passado histórico de formação e transformação dos territórios e regiões, e a história do tempo presente pode se apresentar como um caminho teórico-metodológico útil dentro dos tipos de narrativas históricas possíveis.
A chamada "guerra do presente" faz referência ao conflito travado entre seres humanos, seres não-humanos e o meio físico ao longo da história da humanidade e é utilizada como parâmetro na historiografia ambiental quando se trata de devastação. Seguindo essa linha de pensamento, alguns impactos ambientais apontados de modo frequente pela história ambiental sobre os ecossistemas são perda de patrimônio genético e de diversidade animal e vegetal; prejuízos à qualidade do ar e da água; queda de fertilidade nos solos; desequilíbrios atmosféricos e oceânicos; deterioração dos ambientes urbanos; entre outros.
No entanto, partir de uma análise presentista para analisar as crises ambientais atuais pode trazer riscos de anacronismos na narrativa histórica. Uma alternativa à crítica do presentismo estaria no papel dos historiadores, como responsáveis por reivindicar o direito à memória, de questionar injustiças socioambientais. Dessa maneira, a história ambiental pode criar novos modos de interpretação política do presente, produzindo historiografias sensíveis aos desastres do passado e atribuindo responsabilidade aos devidos agentes históricos.

### Artigos
- Arruda, Gilmar; Colacios, Roger (8 de novembro de 2019). «Considerações sobre a ética-política na História (Ambiental): escalas e o presentismo da devastação». HALAC - Historia Ambiental Latinoamericana y Caribeña. 9 (2). Consultado em 31 de março de 2022

- Corrêa, Dora Shellard (30 de setembro de 2012). «História ambiental e a paisagem». Revista HALAC (Historia Ambiental Latinoamericana y Caribeña. 2 (1): 47–69. Consultado em 23 de junho de 2022

- Horta Duarte, Regina (13 de dezembro de 2019). «História dos animais no Brasil: tradições culturais, historiografia e transformação». Historia Ambiental Latinoamericana y Caribeña (HALAC) revista de la Solcha. 9 (2): 16–44. doi:10.32991/2237-2717.2019v9i2.p16-44. Consultado em 29 de janeiro de 2020

- Duarte, Regina Horta; Lopes, Gabriel; Ostos, Natascha Stefania Carvalho de; Aprobato Filho, Nelson (2022). «Reciprocidades em desequilíbrio: história das relações entre animais». História, Ciências, Saúde-Manguinhos: 7-10. Consultado em 21 de novembro de 2022
- Oosthoek, K. Jan (2005). «What is Environmental History?». www.eh-resources.org. Environmental History Resources (em inglês). Consultado em 14 de outubro de 2022.

- Pádua, José Augusto (2010). «As bases teóricas da história ambiental». Estudos Avançados: 81–101. ISSN 0103-4014. doi:10.1590/S0103-40142010000100009. Consultado em 4 de março de 2022.

- Pádua, José Augusto; Carvalho, Alessandra Izabel de (18 de dezembro de 2020). «A construção de um país tropical: uma apresentação da historiografia ambiental sobre o Brasil». História, Ciências, Saúde-Manguinhos: 1311–1340. ISSN 0104-5970. doi:10.1590/s0104-59702020000500015. Consultado em 18 de março de 2022

- Simonini, Yuri; Ferreira, Angela Lúcia (30 de agosto de 2013). «A Dimensão Urbana Da Natureza: Considerações Sobre A História Ambiental». Universidad de Barcelona. Biblio 3W - Revista Bibliográfica De Geografía Y Ciencias Sociales. XVIII (1039). Consultado em 31 de março de 2022

- Soffiatti, Arthur (1997). «Destruição e proteção da Mata Atlântica no Rio de Janeiro: ensaio bibliográfico acerca da eco-história». História, Ciências, Saúde-Manguinhos. 4 (2): 309-328. doi:10.1590/S0104-59701997000200007. Consultado em 14 de setembro de 2022

- Worster, Donald (1 de dezembro de 1991). «Para fazer história ambiental». Revista Estudos Históricos (8): 198–215. ISSN 2178-1494. Consultado em 18 de março de 2022

- Muhale, Izidro; Ferreira, Leila; Zullo Júnior, Jurandir (2019). «Reconstrução dos eventos e documentos da institucionalização ambiental em Moçambique: uma contribuição para a História Ambiental». Revista Em Tempo de Histórias (35): 22–44. ISSN 2178-1494. Consultado em 29 de junho de 2023

- Esteves, Cláudio (2011). «Risco e vulnerabilidade socioambiental: aspectos conceituais». Caderno IPARDES (1): 62–79. Consultado em 31 de agosto de 2023

- Roque, Ana (2013). «Histórias que ficaram por contar: saúde, crescimento urbano e ambiente em Moçambique na viragem do século XIX». Atas: 1–15. Consultado em 10 de setembro de 2023

- Costa, Mary Lese (2013). «O Atum em Portugal de 1896 a 2011: Contributos para a sua história ambiental, ecológica e econômica.A história ambiental do atum em Portugal» (PDF): 29-37. Consultado em 16 de outubro de 2023 line feed character character in |titulo= at position 67 (ajuda)

- Brito, Cristina (2012). «A história ambiental dos cetáceos em Portugal ao longo de 500 anos de avistamentos.» (PDF): 17-26. Consultado em 16 de outubro de 2023

### Livros e capítulos de livros
- Besse, Jean-Marc (2014). O gosto do mundo: exercícios de paisagem. Rio de Janeiro: EdUERJ. ISBN 978-85-7511-339-4

- Cronon, William (1983). Changes in the Land: Indians, Colonists, and the Ecology of New England (em inglês). New York: Hill and Wang. ISBN 9780809016341

- Grove, Richard (1994). Green Imperialism: Colonial Expansion, Tropical Island Edens and the Origins of Environmentalism, 1600–1860 (em inglês). Cambridge: Cambridge University Press. ISBN 0-521-56513-8

- Hughes, J. Donald (2014). Environmental Problems of the Greeks and Romans: Ecology in the Ancient Mediterranean (em inglês) 2 ed. Baltimore: [s.n.] OCLC 847985664

- Hughes, J. Donald (2016). What is environmental history? (em inglês) 2 ed. Cambridge: Polity. ISBN 978-0745688428

- Ianni, Octavio (2001). Teorias da globalização (PDF). Rio de Janeiro: Civilização Brasileira. ISBN 85-200-0397-4

- MacEachern, Alan; Turkel, William J., eds. (2009). Method & Meaning in Canadian Environmental History (em inglês). Toronto: Nelson Education. ISBN 978-0-17-644116-6

- McNeill, John Robert, José Augusto Pádua, and Mahesh Rangarajan, eds. (2010). Environmental history: as if nature existed. Col: Ecological economics and human well-being (em inglês) 1 ed. New Delhi: Oxford University Press. ISBN 9780198064480

- Melosi, Martin V (2000). The Sanitary City: Urban Infrastructure in America from Colonial Times to the Present. Creating the North American Landscape (em inglês). Baltimore: Johns Hopkins University Press. ISBN 9780801861529

- Nova, Andréa Casa Maia; Moraes, Marieta (2014). Outras Histórias Ensaios Em História Social. [S.l.]: Dumará Distribuidora de Publicações LTDA. OCLC 1237408333

- Pádua, José Augusto (2002). Um sopro de destruição : pensamento político e crítica ambiental no Brasil escravista, 1786-1888. Rio de Janeiro: Jorge Zahar Editor. OCLC 51534931

- Sedrez, Lise (2009). «10. Latin American Environmental History: A Shifting Old/New Field». In:  Burke, Edmund; Pomeranz, Kenneth. The Environment and World History (em inglês). Berkeley: University of California Press. pp. 255–275. ISBN 978-0-520-94348-3

- Sedrez, Lise (2012). «O corpo na História Ambiental: de corpos d'água a corpos tóxicos». In:  Martins, William; Mega Mega, de Andrade; Sedrez, Lise. Corpo: Sujeito e Objeto. Rio de Janeiro: Editora Ponteio. pp. 265–281

- Totman, Conrad (2014). Japan: an environmental history (em inglês). Londres: Bloomsbury Publishing. ISBN 1848851162

- Worster, Donald, ed. (1988). The Ends of the Earth: Perspectives on Modern Environmental History (em inglês). Cambridge: Cambridge University Press. ISBN 0-521-34846-3

- Nodari, Eunice; Correa, Sílvio (2013). Migrações e Natureza. São Leopoldo: Oikos. ISBN 978-85-7843-363-5

- Queiroz, Ana; Direito, Bárbara; Silva, Helena; Pinto, Lígia (2022). Pobreza e Fome, uma História Contemporânea: Temas, metodologias e estudos de caso. Lisboa: Imprensa de História Contemporânea. ISBN 978-989-8956-45-3

## Ligações Externas
- RBHA - Rede Brasileira de História Ambiental
- BOHA - Bibliografia de História Ambiental
- SOLCHA - Sociedade Latino Americana e Caribenha de Historia Ambiental